# Aechmea kautskyana
Aechmea kautskyana är en gräsväxtart som beskrevs av Edmundo Pereira och Lyman Bradford Smith. Aechmea kautskyana ingår i släktet Aechmea och familjen Bromeliaceae. Inga underarter finns listade i Catalogue of Life.